# كارل شنايدر (لاعب كرة قدم)
كارل شنايدر (بالإنجليزية: Carl Schneider)‏ هو لاعب كرة قدم أمريكي في مركز الدفاع، ولد في 19 نوفمبر 1992 في ماديسون في الولايات المتحدة. لعب مع دي موين  مانس ‏.

## وصلات خارجية
- كارل شنايدر (لاعب كرة قدم) على موقع قاعدة بيانات كرة القدم.إي يو (الإنجليزية)
- كارل شنايدر (لاعب كرة قدم) على موقع Soccerway.com (الإنجليزية)